# International Featured Standard
Pour les articles homonymes, voir IFS.

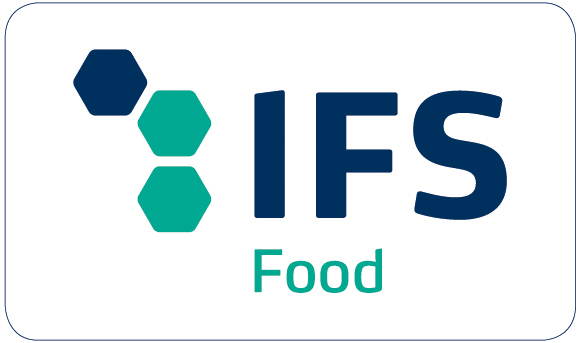
Logo de l'IFS

International Featured Standard (IFS) est un référentiel d'audit, créé en 2003, qui certifie les fournisseurs d'aliments des marques de distributeurs. Elle est basée sur la norme ISO 9001 et le système HACCP. Elle se rapproche de la norme ISO 22000 qui traite du management de la sécurité des denrées alimentaires. 
L'IFS est élaboré par les représentants du commerce de détail de produits alimentaires européens (notamment allemands (HDE) et français (FCD)), il comprend les critères de l’Initiative Mondiale de la Sécurité des Aliments (Global Food Safety Initiative, GFSI) du CIES, les exigences de bonnes pratiques de fabrication (BPF), de laboratoire (BPL) et d’hygiène (BPH) et celles de la législation de l’UE pour l’utilisation d’allergènes et d’organismes génétiquement modifiés (OGM).
Ce référentiel s’applique aux fournisseurs à toutes les étapes de la transformation des aliments, il sert d’examen à la certification des systèmes pour garantir la sécurité des aliments et la qualité de la production des aliments. Il comprend 325 points précis sur la fabrication et le contrôle de l'aliment, le management qualité, le HACCP, le bâtiment, la traçabilité.

## IFS Broker
L’IFS Broker est un référentiel basé sur l’IFS mais adapté aux entreprises qui achètent elles-mêmes des marchandises pour les faire livrer à leurs clients, sans avoir de contact avec elles. Il s’agit notamment des courtiers, des importateurs et des agents de négoce.
Ce référentiel permet de contrôler si ces entreprises ont pris des mesures adaptées en matière de sécurité des aliments, de qualité auprès de leurs fournisseurs et de surveillance. 

## IFS Logistique
Publié en 2006, l’IFS Logistique est un référentiel commun permettant de rendre une chaîne d’approvisionnement la plus transparente possible. Il concerne toutes les activités logistiques (transport, stockage, distribution, chargement/déchargement) des entreprises qui ont un contact physique avec des produits, alimentaires ou non, ayant déjà un conditionnement primaire, les produits en vrac, où le produit est nu mais qu’il n’y a pas activité de transformation ni d’activité de conditionnement primaire et tous les types de transports (camion, train, avion, transport à température ambiante ou réfrigérée). 

## IFS/DPH (ou HPC)
L’IFS/DPH (droguerie, parfumerie, hygiène) est un référentiel commun s’appliquant aux entreprises qui transforment des produits de droguerie, de parfumerie et d’hygiène, ou qui conditionnent des produits nus. Ce seront notamment des entreprises traitant des produits cosmétiques et destinés à l’hygiène personnelle (en contact avec la peau), des produits chimiques ménagers et des articles ménagers (en contact avec les aliments).

## Voir également